# アーネ (小惑星)
アーネ (959 Arne) は小惑星帯に位置する小惑星である。ハイデルベルクのケーニッヒシュトゥール天文台でカール・ラインムートによって発見された。
スウェーデンの天文学者 Bror Ansgar Asplind の息子にちなんで命名された。